# 第32屆威尼斯影展
第32屆威尼斯影展於1971年8月25日至9月6日在義大利威尼斯舉行。該屆由於沒有競賽所以沒有評審團。

## 首映電影
| 中文片名         | 原文片名       | 導演            | 製作國 |
| ---------------- | -------------- | --------------- | ------ |
| 《恶魔》         | The Devils     | 肯·羅素         | 英国   |
| 《假期》         | La vacanza     | 丁度·巴拉斯     | 義大利 |
| 《客人》         | L'ospite       | 莉莉安娜·卡瓦尼 | 義大利 |
| 《最後一部電影》 | The Last Movie | 丹尼斯·霍珀     | 美国   |
| 《奶牛》         | گاو            | 戴瑞奇·麥瑞     | 伊朗   |

## 獎項
- 榮譽金獅獎：
  - 约翰·福特
  - 马赛尔·卡尔内
  - 英格玛·伯格曼
- 費比西獎：《奶牛（波斯語：گاو (فیلم)）》— 戴瑞奇·麥瑞
- 帕西內蒂獎（義大利語：Premio Pasinetti）：
  - 最佳外語片：《恶魔（英语：The Devils (film)）》— 肯·羅素
  - 最佳義大利電影：《假期（義大利語：La vacanza (film 1971)）》— 丁度·巴拉斯
- CIDALC獎：《最後一部電影（英语：The Last Movie）》— 丹尼斯·霍珀
- 金舵獎：《客人（義大利語：L'ospite (film 1972)）》— 莉莉安娜·卡瓦尼

## 外部連結
- 官方网站
- IMDb中威尼斯影展1971年獎項 （页面存档备份，存于）